# Olimpíada d'escacs de 1992
L'Olimpíada d'escacs de 1992 fou un torneig d'escacs per equips nacionals que se celebrà entre el 7 de juny i el 25 de juny de 1992 a Manila, Filipines. Va ser la trentena edició oficial de les Olimpíades d'escacs, i va incloure tant una competició absoluta com una de femenina.
Fou una edició històrica de les olimpíades, perquè per primer cop s'hi varen presentar els nous estats sorgits de la desintegració de la Unió Soviètica i de Iugoslàvia (Sèrbia encara n'era absent), i per primer cop des de la II Guerra Mundial, hi participà un equip de l'Alemanya unida.

## Torneig obert
Al torneig open hi participaren 100 països; les Filipines, com a seu, hi presentaren tres equips. Els equips estaven formats per un màxim de sis jugadors (quatre de titulars i dos de suplents), per un total de 617 participants. El torneig es disputà per sistema suís, a 14 rondes.
El torneig fou dominat fàcilment pels equips sorgits de l'URSS, i en particular per Rússia, que després d'haver-se situat en solitari a la classificació a la quarta ronda, amplià el seu avantatge sobre el segon fins a un màxim de 4,5 punts (a la desena ronda). Els Països Baixos, tot i que feren una bona primera meitat del torneig, patiren una sèrie de desfetes i deixaren el segon lloc a Armènia; els Estats Units foren superats per l'Uzbekistan: aquest darrer equip, mercès a una victòria per 3-1 sobre Lituània, se situà empatat amb Armènia, derrotant-la en el seu enfrontament directe per 2,5-1,5, i guanyant finalment la medalla d'argent mercès a una victòria (3-1) sobre Israel.

### Resultats per equips
| Pos.              | Equip        | Jugadors | Elo  | Punts |
| ----------------- | ------------ | --- | ---- | ----- |
| Medalla d'or      | Rússia       | GM Garri Kaspàrov, GM Aleksandr Khalifman, GM Sergei Dolmatov, GM Aleksei Dréiev, MF Vladímir Kràmnik, GM Aleksei Vyzmanavin       | 2648 | 39    |
| Medalla de plata  | Uzbekistan   | GM Valery Loginov, MI Grigory Serper, MI Alexander Nenashev, MI Sergei Zagrebelny, MI Mikhail Saltaev, Saidali Iuldachev           | 2514 | 35    |
| Medalla de bronze | Armènia      | GM Rafael Vaganian, GM Vladímir Akopian, GM Sembat Lputian, MI Artaixès Minassian, MI Arxak Petrossian, MI Aixot Anastassian       | 2575 | 34,5  |
| 4                 | Estats Units | GM Gata Kamsky, MI Alexander Yermolinsky, GM Yasser Seirawan, GM Larry Christiansen, GM Borís Gulko, GM Joel Benjamin              | 2611 | 34    |
| 5                 | Letònia      | GM Aleksejs Širovs, GM Edvins Kengis, GM Aleksandrs Šabalovs, GM Vladimirs Bagirovs, MI Zigurds Lanka, MI Janis Klovāns            | 2566 | 33,5  |
| 6                 | Islàndia     | GM Jóhann Hjartarson, GM Margeir Pétursson, GM Helgi Ólafsson, GM Jón Árnason, MI Hannes Hlífar Stefánsson, MI Þröstur Þórhallsson | 2544 | 33,5  |
| 7                 | Croàcia      | GM Mišo Cebalo, GM Krunoslav Hulak, GM Bogdan Lalić, GM Vlatko Kovačević, GM Goran Dizdar, GM Ognjen Cvitan                        | 2523 | 33,5  |
| 8                 | Geòrgia      | GM Zurab Azmaiparaixvili, GM Elizbar Ubilava, GM Zurab Sturua, MI Guiorgui Guiorgadze, GM Gennadi Zaichik, MI Lasha Jangjava       | 2560 | 33    |
| 9                 | Ucraïna      | GM Vassil Ivantxuk, GM Aleksandr Beliavski, GM Oleg Romànixin, GM Viatxeslav Eingorn, GM Ígor Novikov, GM Adrian Mikhàltxixin      | 2629 | 33    |
| 10                | Anglaterra   | GM Nigel Short, GM Jonathan Speelman, GM Michael Adams, GM John Nunn, GM Murray Chandler, GM Julian Hodgson                        | 2638 | 33    |

### Resultats individuals
També es donà un premi a la millor partida, que fou adjudicat a Garri Kaspàrov per la seva partida contra Predrag Nikolić (BIH), jugada a la dotzena ronda.

#### MillorperformanceElo
|                   | Jugador             | País   | Tauler | Punts | Partides | Elo inicial | Performance |
| ----------------- | ------------------- | ------ | ------ | ----- | -------- | ----------- | ----------- |
| Medalla d'or      | MF Vladímir Kràmnik | Rússia | 5      | 8,5   | 9        | 2590        | 2958        |
| Medalla de plata  | GM Garri Kaspàrov   | Rússia | 1      | 8,5   | 10       | 2780        | 2908        |
| Medalla de bronze | GM Joël Lautier     | França | 1      | 9     | 12       | 2580        | 2758        |

#### Primer tauler
|                   | Jugador            | País      | Punts | Partides | Percentatge |
| ----------------- | ------------------ | --------- | ----- | -------- | ----------- |
| Medalla d'or      | GM Garri Kaspàrov  | Rússia    | 8,5   | 10       | 85          |
| Medalla de plata  | MF Yang Xian       | Hong Kong | 10    | 12       | 83,3        |
| Medalla de bronze | Alaa-Eddine Moussa | Palestina | 10,5  | 13       | 80,8        |

#### Segon tauler
|                   | Jugador              | País              | Punts | Partides | Percentatge |
| ----------------- | -------------------- | ----------------- | ----- | -------- | ----------- |
| Medalla d'or      | GM Jaime Sunyé Neto  | Brasil            | 8     | 10       | 80          |
| Medalla d'or      | Stuart Fancy         | Papua Nova Guinea | 8     | 10       | 80          |
| Medalla de bronze | MI António Fernandes | Portugal          | 7     | 9        | 77,8        |

#### Tercer tauler
|                   | Jugador               | País       | Punts | Partides | Percentatge |
| ----------------- | --------------------- | ---------- | ----- | -------- | ----------- |
| Medalla d'or      | MI Alexander Nenashev | Uzbekistan | 9,5   | 12       | 79,2        |
| Medalla de plata  | GM Sembat Lputian     | Armènia    | 11    | 14       | 78,6        |
| Medalla de bronze | MI Juan Reyes         | Perú       | 7,5   | 10       | 75          |

#### Quart tauler
|                  | Jugador              | País        | Punts | Partides | Percentatge |
| ---------------- | -------------------- | ----------- | ----- | -------- | ----------- |
| Medalla d'or     | Gustavo Zelaya       | El Salvador | 9     | 10       | 90          |
| Medalla de plata | MI Sergei Zagrebelny | Uzbekistan  | 8,5   | 11       | 77,3        |
| Medalla de plata | MI Leon Gostiša      | Eslovènia   | 8,5   | 11       | 77,3        |

#### Cinquè tauler (primer suplent)
|                   | Jugador                     | País        | Punts | Partides | Percentatge |
| ----------------- | --------------------------- | ----------- | ----- | -------- | ----------- |
| Medalla d'or      | MF Vladímir Kràmnik         | Rússia      | 8,5   | 9        | 94,4        |
| Medalla de plata  | Eric Gloria                 | Filipines B | 6     | 7        | 85,7        |
| Medalla de bronze | MI Hannes Hlífar Stefánsson | Islàndia    | 7     | 9        | 77,8        |

#### Sisè tauler (segon suplent)
|                   | Jugador           | País       | Punts | Partides | Percentatge |
| ----------------- | ----------------- | ---------- | ----- | -------- | ----------- |
| Medalla d'or      | GM Ognjen Cvitan  | Croàcia    | 8     | 10       | 80          |
| Medalla de plata  | GM Julian Hodgson | Anglaterra | 6     | 8        | 75          |
| Medalla de bronze | Bazar Hatanbaatar | Mongòlia   | 8     | 11       | 72,7        |

## Torneig femení
Al torneig femení hi participaren 62 equips, dos dels quals de les Filipines (el Marroc i Zimbàbue es retiraren després d'una ronda). Cada esquadra estava integrada per un màxim de quatre jugadores (tres de titulars i una de suplent); el nombre total de participants fou de 252. El torneig es disputà a 14 rondes per sistema suís.
Al començament del torneig destacà l'equip d'Ucraïna, que es va mantenir en el lideratge fins a la novena ronda, però després, a causa de dos empats (amb Romania i l'Azerbaidjan), va veure com Geòrgia i la Xina l'empataven. Aquests tres equips van competir pels tres primers llocs durant les següents rondes; Geòrgia, amb dues victòries contra el Kirguizstan (2'5 a 0'5) i l'Azerbaidjan (3-0), va guanyar un punt d'avantatge sobre la Xina abans de l'última ronda, mentre que Ucraïna estava a mig punt de les xineses. La batalla per l'argent es va decidir per la derrota de les xineses contra el Kazakhstan per 1-2, mentre que Ucraïna va superar, amb la mateixa puntuació, l'equip búlgar.

### Resultats per equips
| Pos.              | Equip           | Jugadores                                                                                      | Elo  | Punts |
| ----------------- | --------------- | ---------------------------------------------------------------------------------------------- | ---- | ----- |
| Medalla d'or      | Geòrgia         | GMF Maia Txiburdanidze, GM Nona Gaprindaixvili, GMF Nana Ioseliani, GMF Nino Gurieli           | 2460 | 30,5  |
| Medalla de plata  | Ucraïna         | GMF Alissa Gal·liàmova, GMF Marte Litinskaya, GMF Irina Chelushkina, GMF Lidia Semenova        | 2373 | 29    |
| Medalla de bronze | R.P. de la Xina | GMF Xie Jun, MIF Peng Zhaoqin, MIF Wang Pin, MIF Qin Kanying                                   | 2398 | 28,5  |
| 4                 | Hongria         | GMF Ildikó Mádl, GMF Tunde Csonkics, GMF Zsuzsa Verőci, MIF Julia Horváth                      | 2343 | 26,5  |
| 5                 | Rússia          | GMF Yulia Demina, MIF Svetlana Prudnikova, MIF Tatiana Shumiakina, MIF Tatiana Stepovaya       | 2347 | 26    |
| 6                 | Romania         | GMF Cristina Foişor, GMF Daniela Nuţu, MFF Elena-Luminita Radu, MFF Corina-Isabela Peptan      | 2317 | 25    |
| 7                 | Azerbaidjan     | GMF Ainur Sofieva, MIF Firuza Velikhanli, MFF Ilaha Kadimova, Fanara Babaeva                   | 2293 | 25    |
| 8                 | Kazakhstan      | MIF Gulnar Sakhatova, Elvira Sakhatova, Lyazzat Tazhieva, MIF Fliura Uskova                    | 2277 | 24,5  |
| 9                 | Estats Units    | GMF Irina Levítina, GMF Elena Akhmilovskaya, MIF Esther Epstein, Yuliya Levitan                | 2353 | 24,5  |
| 10                | Txecoslovàquia  | GMF Eliška Richtrová-Klímová, MIF Jana Hájková-Mašková, Eva Repková, MFF Petra Kišová-Poláková | 2247 | 24    |

### Resultats individuals

#### MillorperformanceElo
|                   | Jugadora               | País    | Tauler | Punts | Partides | Elo inicial | Performance |
| ----------------- | ---------------------- | ------- | ------ | ----- | -------- | ----------- | ----------- |
| Medalla d'or      | GMF Maia Txiburdanidze | Geòrgia | 1      | 11,5  | 13       | 2485        | 2692        |
| Medalla de plata  | GMF Alissa Gal·liàmova | Ucraïna | 1      | 11    | 14       | 2410        | 2560        |
| Medalla de bronze | GMF Nana Ioseliani     | Geòrgia | 3      | 10    | 12       | 2445        | 2522        |

#### Primer tauler
|                   | Jugadora               | País            | Punts | Partides | Percentatge |
| ----------------- | ---------------------- | --------------- | ----- | -------- | ----------- |
| Medalla d'or      | GMF Maia Txiburdanidze | Geòrgia         | 11,5  | 13       | 88,5        |
| Medalla de plata  | GMF Alissa Gal·liàmova | Ucraïna         | 11    | 14       | 78,6        |
| Medalla de bronze | GMF Xie Jun            | R.P. de la Xina | 10    | 13       | 76,9        |

#### Segon tauler
|                   | Jugadora                  | País      | Punts | Partides | Percentatge |
| ----------------- | ------------------------- | --------- | ----- | -------- | ----------- |
| Medalla d'or      | MIF Svetlana Prudnikova   | Rússia    | 8,5   | 11       | 77,3        |
| Medalla de plata  | MIF Lindri Juni Wijayanti | Indonèsia | 9     | 13       | 69,2        |
| Medalla de bronze | MIF Borislava Borisova    | Suècia    | 8     | 12       | 66,7        |

#### Tercer tauler
|                   | Jugadora           | País    | Punts | Partides | Percentatge |
| ----------------- | ------------------ | ------- | ----- | -------- | ----------- |
| Medalla d'or      | GMF Nana Ioseliani | Geòrgia | 10    | 12       | 83,3        |
| Medalla de plata  | GMF Zsuzsa Verőci  | Hongria | 8,5   | 11       | 77,3        |
| Medalla de bronze | MIF Regina Ribeiro | Brasil  | 9     | 12       | 75          |

#### Quart tauler (suplent)
|                   | Jugadora            | País            | Punts | Partides | Percentatge |
| ----------------- | ------------------- | --------------- | ----- | -------- | ----------- |
| Medalla d'or      | Suneetha Wijesuriya | Sri Lanka       | 6,5   | 8        | 81,3        |
| Medalla de plata  | Rokshana Gulshan    | Bangladesh      | 5,5   | 7        | 78,6        |
| Medalla de bronze | MIF Qin Kanying     | R.P. de la Xina | 8,5   | 11       | 77,3        |

## Participants
Varen participar en ambdós torneigs:
- Algèria
- Angola
- Argentina
- Armènia
- Austràlia
- Àustria
- Bangladesh
- Bòsnia i Hercegovina
- Brasil
- Bulgària
- Canadà
- R.P. de la Xina
- Croàcia
- Txecoslovàquia
- Emirats Àrabs Units
- Estònia
- Filipines
- Finlàndia
- França
- Gal·les
- Geòrgia
- Alemanya
- Grècia
- Índia
- Indonèsia
- Anglaterra
- Irlanda
- Israel
- Itàlia
- Kazakhstan
- Kirguizstan
- Letònia
- Lituània
- Malàisia
- Mèxic
- Moldàvia
- Mongòlia
- Nigèria
- Noruega
- Nova Zelanda
- Països Baixos
- Polònia
- Portugal
- Romania
- Rússia
- Escòcia
- Seychelles
- Singapur
- Eslovènia
- Espanya
- Sri Lanka
- Suècia
- Suïssa
- Turquia
- Turkmenistan
- Ucraïna
- Hongria
- Estats Units
- Vietnam

Participaren només al torneig open:
- Antilles Neerlandeses
- Andorra
- Bèlgica
- Bermudes
- Botswana
- Brunei
- Xile
- Colòmbia
- Xipre
- Dinamarca
- Egipte
- El Salvador
- Fiji
- Guernsey-Jersey[11]
- Hong Kong
- Japó
- Jamaica
- Islàndia
- Illes Fèroe
- Illes Verges Americanes
- Líban
- Liechtenstein
- Luxemburg
- Marroc
- Mali
- Malta
- Maurici
- Nicaragua
- Pakistan
- Palestina
- Papua Nova Guinea
- Perú
- Puerto Rico
- Qatar
- Sud-àfrica
- San Marino
- Tailàndia
- Tunísia
- Uganda
- Uzbekistan
- Zimbàbue